# Boursières
Boursières é uma comuna francesa na região administrativa de Borgonha-Franco-Condado, no departamento de Alto Sona. Estende-se por uma área de 2,28 km². Em 2010 a comuna tinha 61 habitantes (densidade: 26,8 hab./km²).